# Лебедев, Николай Афанасьевич (полный кавалер ордена Славы)
Никола́й Афана́сьевич Ле́бедев (16 мая 1924, Атяевка, Орловская губерния — 24 апреля 2002, Гомель, Белоруссия) — участник Великой Отечественной войны, полный кавалер ордена Славы, Почётный гражданин г. Гомеля (1988).

## Биография
Лебедев Николай Афанасьевич родился 16 мая 1924 года в русской крестьянской семье, в деревне Атяевка (ныне — Кромской район Орловской области). Был мобилизован в Красную Армию в 1943 году. Участвовал в боях Великой Отечественной войны в составе 176-й отдельной разведывательной роты (137-я стрелковая дивизия, 48-я армия, 1-й Белорусский фронт, затем 2-й Белорусский фронт) сперва в звании сержанта, затем — старшины. Войну окончил в должности командира отделения. Был демобилизован в 1946 году.
После войны, в 1950 году окончил Курский педагогический институт и был направлен в Белорусскую ССР на работу сельским учителем истории. Работал деревне Тереховка Добрушского района Гомельской области, затем долгое время директором средней школы № 44 г. Гомеля.
Умер 24 марта 2002 года, похоронен в г. Гомеле.

## Военные подвиги и награды
Первый орден Славы III степени (№ 90884) стрелок 176-й отдельной разведывательной роты сержант Лебедев Н. А. получил 13 августа 1944 года (приказ по 137-й стрелковой дивизии № 155) за события предыдущего дня, когда он в составе группы разведчиков проник в тыл врага в 20—25 км севернее города Барановичи, ворвался во вражескую траншею и раненый, захватил в плен трёх солдат противника.
Спустя два месяца 24 октября 1944 года, находясь в составе 2-го Белорусского фронта на территории Польши, группа разведчиков вместе с Николаем Лебедевым в 50 километрах севернее Варшавы под огнём врага уничтожила пулемётный расчёт фашистов и захватила в плен несколько вражеских солдат. За этот подвиг приказом командующего 48-й армии № 608 от 16 ноября 1944 года сержант Лебедев Николай Афанасьевич награждён орденом Славы II степени (№ 8771).
В конце января 1945 года, будучи командиром отделения в составе 176-й отдельной разведывательной роты (137-я стрелковая дивизия, 48-я армия, 2-й Белорусский фронт), старшина Николай Лебедев с группой разведчиков при выполнении боевой задачи у населённого пункта Клайн-Раутенберг (65 километров юго-западнее города Кёнигсберг) уничтожил двоих немцев, четверых взял в плен. На следующий день группа устроила засаду и взяла в плен немецкого полковника, а также уничтожила штабную машину с тремя немецкими офицерами.
Указом Президиума Верховного Совета СССР от 24 марта 1945 года за мужество, отвагу и героизм, проявленные в борьбе с немецко-фашистскими захватчиками, Лебедев Николай Афанасьевич награждён орденом Славы I степени (№ 1414).
Всего за период с октября 1943 по январь 1945 года группа Лебедева взяла 64 «языка», при этом командир группы Николай Афанасьевич Лебедев был ранен шесть раз.

## Деятельность и награды в послевоенное время
После войны Николай Афанасьевич стал учителем истории и практически до последних дней проработал в сфере образования, став первым директором средней школы № 44 г. Гомеля. За свой труд он был удостоен звания «Заслуженный учитель Белорусской ССР» и «Отличник просвещения СССР», а в 1978 году награждён орденом Ленина.
12 марта 1988 года удостоен звания Почётного гражданина города Гомеля.
15 апреля 1999 года Указом Президента Республики Беларусь был награждён Орденом «За службу Родине» III степени.
Имя занесено на городскую Доску почёта (Гомель).

## Память
- В конце 2002 года решением Гомельского городского исполнительного комитета средней школе № 44 г. Гомеля было присвоено имя её первого директора — Николая Афанасьевича Лебедева[2].
- Стела в честь Н. А. Лебедева установлена на Аллее Героев в Гомеле (ул. Советская)[3][4].